# Stéphanie Crayencour
Pour les articles homonymes, voir Famille Cleenewerck de Crayencour et Moor.
Stéphanie Crayencour, née Stéphanie Rittweger de Moor le 2 décembre 1983 à Uccle, est une actrice et chanteuse belge.

## Biographie
Stéphanie Rittweger de Moor naît le 2 décembre 1983 à Uccle,. Elle choisit comme nom d'artiste celui de sa mère, née Cleenewerck de Crayencour, demi-petite-nièce de Marguerite Yourcenar née Marguerite Antoinette Jeanne Marie Ghislaine Cleenewerck de Crayencour.
Stéphanie Crayencour fait ses débuts au théâtre en 1997 dans la pièce Les Quatre Filles du docteur March. 
En 2003, elle quitte la Belgique pour Paris. Elle tourne son premier long métrage sous la direction d'Éric Rohmer, qui lui confie le rôle d'Astrée, l'un des principaux personnages de son adaptation du roman d'Honoré d'Urfé, Les Amours d'Astrée et de Céladon, qui sort en 2007.
Stéphanie Crayencour fait également de la chanson[pas clair].
Elle est cousine issue de germains d'Amaury de Crayencour.

## Filmographie

### Cinéma

#### Longs métrages
- 2007 : Les Amours d'Astrée et de Céladon d'Éric Rohmer : Astrée
- 2009 : Oscar et la Dame rose d'Éric-Emmanuel Schmitt : la fille de Rose
- 2010 : Kill Me Please d'Olias Barco : Sophia
- 2011 : Nos résistances de Romain Cogitore : la sœur de Jeanne
- 2011 : Les Mythos de Denis Thybaud : Marie Van Verten
- 2012 : Tom le cancre de Manuel Pradal : l'institutrice
- 2016 : Les Visiteurs : La Révolution de Jean-Marie Poiré : Victoire-Églantine de Montmirail
- 2016 : Bienvenue à Marly-Gomont de Julien Rambaldi
- 2016 : Faut pas lui dire de Solange Cicurel : Yaël
- 2017 : Un profil pour deux de Stéphane Robelin : Juliette
- 2018 : Emma Peeters de Nicole Palo : Lulu
- 2020 : Adorables de Solange Cicurel : Anne
- 2023 : Le Voyage en pyjama de Pascal Thomas : Elke

#### Courts métrages
- 2006 : Le Chanteur de Diane Baratier[4],[5]
- 2007 : Masques de Jérôme Dessy : Marie
- 2007 : Quatre péchés capitaux de T. Guzman[4],[5]
- 2015 : Ice Scream de Vincent Smitz : Julie
- 2016 : (Encore) une séparation de Michaël Bier : Sacha

### Télévision
- 2012 : La Danse de l'Albatros, téléfilm de Nathan Miller : Judith Condé
- 2012 : La Planète des cons, téléfilm de Charlie Dupont et Gilles Galud
- 2014 : Les Hommes de l'ombre, série réalisée par Jean-Marc Brondolo : Rose Sarfati (saison 2, épisodes 2 à 6)
- 2015 : Presque comme les autres, téléfilm de Renaud Bertrand[5],[6]
- 2017 : Les Chamois de Philippe Lefebvre : Emma Leroy
- 2019 : Platane d'Éric Judor : Pauline
- 2022 : Cassandre de Pascale Guerre, saison 6 épisode 3 : Les sentiers de la mort
- 2022 : Comme des gosses : Juliette
- 2023 : The New Look : Béatrice

## Théâtre
- 1997 : Les Quatre Filles du docteur March, adaptation théâtrale[réf. souhaitée] du roman de Louisa May Alcott

## Musique

### Chansons interprétées par Stéphanie Crayencour
- 2009 : Juste pour voir, en duo avec Suarez[7]
- 2010 : La fille qui sourit de chagrin, Jaloux, Bye Bye, en téléchargement MP3 (label 30 février)
- 2011 : La Garçonnière, album écrit par Saule (1 CD Bang)

### Contributions
- 2006 : Le Recyclé, clip du chanteur R.wan, réalisation de Rodolphe Pauly[8],[5]